# Saint-Pons (Ardèche)
Saint-Pons é uma comuna francesa na região administrativa de Auvérnia-Ródano-Alpes, no departamento de Ardèche. Estende-se por uma área de 16,5 km². Em 2010 a comuna tinha 307 habitantes (densidade: 18,6 hab./km²).